# USNO CCD Astrograph Catalog
Le Catalogue astrographique CCD de l'USNO (en anglais : USNO CCD Astrograph Catalog, abrégé en UCAC) est un catalogue d'étoiles astrométrique publié par l'observatoire naval des États-Unis (USNO).

## Programme d'observation
Le catalogue UCAC s'appuie sur un programme d'observation utilisant l'astrographe double de l'U.S. Naval Observatory et une caméra CCD 4k x 4k, fournissant une image d'un peu plus d'un degré carré avec une échelle de 0,9 "/pixel. L'objectif à 5 lentilles de 20 cm d'ouverture corrigé dans le rouge de l'astrographe fournit un champ de vue circulaire de 9 degrés (conçu pour des plaques photographiques), dont seulement une fraction est utilisée par la caméra CCD, centrée sur l'axe optique. Le capteur CCD est une puce épaisse Kodak ayant des pixels de 9 micromètres. La caméra, fabriquée par Spectral Instruments, est refroidie par effet Peltier à −18 °C.
Les observations commencèrent en janvier 1998 à l'Observatoire interaméricain du Cerro Tololo (CTIO) au Chili, où la totalité du ciel austral et environ la moitié du ciel boréal furent observés. En octobre 2001, l'instrument fut déplacé au Naval Observatory Flagstaff Station (NOFS) en Arizona où la couverture du ciel boréal fut achevée en 2004.
Un schéma de recouvrement des champs « centre au coin » fut utilisé avec une grille de 0,5 degré, en commençant par le pôle sud céleste. Chaque champ fut observé deux fois : avec une longue (100 à 150 s) et une courte (20 à 30 s) exposition. Des routines de contrôle qualité systématiques conduisirent à l'élimination de plus de 15 % des champs observés. Les observations furent faites sur une seule bande spectrale (579-642 nm), et donc les magnitudes UCAC sont comprises entre les bandes de Johnson V et R.

## UCAC-1
La première édition préliminaire, publiée en mars 2000, donne les positions et les mouvements propres d'environ 27 millions d'étoiles de l'hémisphère sud dans la gamme de magnitudes 8 à 16.

## UCAC-2
La deuxième édition fut publiée pour l'assemblée générale de l'Union astronomique internationale de 2003 à Sydney et fournit les positions et les mouvements propres d'environ 50 millions d'étoiles.

## UCAC-3
La troisième édition fut publiée pour l'assemblée générale de l'Union astronomique internationale de 2009 à Rio (août 2009).

## UCAC-4
La quatrième et dernière édition fut publiée en août 2012.
Depuis le printemps 2015, son successeur, le catalogue URAT est en cours de constitution.